# Sous la cendre, le feu
Sous la cendre le feu est le premier roman de l'écrivaine camerounaise Évelyne Mpoudi Ngolé, publié en 1990 aux éditions L'Harmattan. Cette œuvre aborde les thèmes autours de la condition féminine dans la société camerounaise, confrontant les traditions aux réalités contemporaines.

## Résumé
Le roman Sous la cendre le feu explore le parcours d'une femme camerounaise qui se sent sombrer dans la folie. Accompagnée d'un thérapeute cette femme, apparemment comblée par la vie, va tenter de renouer les fils d'un passé enfoui qui la meurtrit. 
Le personnage principale Mina Mohamadou, étudiante à Douala, tombe enceinte de Joël, qui refuse d’assumer l’enfant. Elle épouse alors Djibril, un avocat plus âgé, qui accepte la grossesse et l’encourage dans ses études. Leur mariage est mis à l’épreuve par l’arrivée de Hadja, la sœur de Djibril, qui impose des traditions strictes. Peu à peu, les tensions familiales et culturelles fragilisent Mina, la menant à une profonde dépression qui la conduit à l’hôpital psychiatrique.

## Contexte et inspiration
En tant qu'enseignante, Évelyne Mpoudi Ngolé a été témoin des obstacles auxquels sont confrontées les jeunes filles, souvent contraintes d'abandonner leurs études pour assumer des responsabilités domestiques ou agricoles, ou encore soumises à des mariages arrangés. Ces observations ont nourri sa volonté de traiter, à travers son œuvre, des réalités quotidiennes des femmes africaines, en mettant en lumière les difficultés liées à la polygamie, la répudiation et la quête d'émancipation.

## Réception
Depuis sa publications aux éditions Harmattan en 1990, le livre a été bien reçu par le public, ce qui à fait a ce que l'œuvre soit intégré dans les programmes scolaires camerounais, notamment dans les classes de Terminale Scientifique. Par ailleurs cette œuvre a été sévèrement critiquée en 2011 en étant qualifiée de scandaleusement immorale, reprochant à l'auteure de justifier des actes répréhensibles tels que l'inceste et de présenter des personnages aux comportements discutables sans les condamner explicitement.